# Безволя
Безволя (пол. Bezwola) — село в Польщі, у гміні Вогинь Радинського повіту Люблінського воєводства. Населення — 1193 особи (2011).

## Назва
На думку мовознавиці Галини Вишневської, назва села може походити від дохристиянського імені Безволя.

## Історія
1623 року вперше згадується православна церква в селі. У XVIII церкві збудовано нову дерев'яну греко-католицьку церкву. У середині XIX століття біля церкви зведено дерев'яну дзвінницю.
У часи входження до складу Російської імперії належало до Радинського повіту Сідлецької губернії. За даними етнографічної експедиції 1869—1870 років під керівництвом Павла Чубинського, у селі переважно проживали греко-католики, які розмовляли українською мовою. 1872 року місцева греко-католицька парафія налічувала 1280 вірян.
У XX столітті польська влада перевела місцеву православну церкву на римо-католицтво.
У 1975—1998 роках село належало до Білопідляського воєводства.

## Населення
Демографічна структура станом на 31 березня 2011 року:
|          | Загалом | Допрацездатний вік | Працездатний вік | Постпрацездатний вік |
| -------- | ------- | ------------------ | ---------------- | -------------------- |
| Чоловіки | 591     | 129                | 386              | 76                   |
| Жінки    | 602     | 114                | 322              | 166                  |
| Разом    | 1193    | 243                | 708              | 242                  |